# Gobernación de Líbano Sur
La gobernación de Líbano-Sur o gobernación del Sur (en árabe: الجنوب‎) es una de las ocho gobernaciones del Líbano. Junto con la gobernación de Nabatiye conforma la región del Sur de Líbano. Su capital es Sidón.

## Geografía
Las temperaturas pueden caerse a 4 °C durante el invierno con muchas lluvias y puede nevar sobre las tierra saltas. En el verano, húmedo, las temperaturas pueden elevarse a 30 °C en las áreas costeras. Esta gobernación tiene varios ríos: el Litani, Zahrani, Naqura, Awali, Qasmiye, y Hasbani. El área es famosa por su producción de cítricos y granjas de plátano.

## Población y territorio
Sur tiene una población de 725 340 habitantes en 2015 y un área de 929,1 km². Densidad poblacional: 780,7 pobladores por kilómetro cuadrado. La capital es Sidón, una de las ciudades más importantes del Líbano. La elevación sobre el nivel del mar más alta es de mil metros. Los habitantes son una mezcla de chiitas (60 %), sunnitas (16 %), judíos, cristianos (24 %).

## Distritos
La gobernación de Líbano Sur consta de tres distritos.
| Distrito                | Población | Área (km²) |
| ----------------------- | --------- | ---------- |
| Distrito de Jezzine     | 56 159    | 248,4      |
| Distrito de Sidón       | 363 754   | 273,1      |
| Distrito de Tiro (Sour) | 305 427   | 407,6      |